# Navigation mit Hilfe von Vögeln
Die Navigation mit Hilfe von Vögeln, auch ornithologische Navigation oder Vogelnavigation genannt, ist eine der ältesten in der Seefahrt genutzten navigatorischen Methoden. Auch in Wüstenregionen konnten Vögel wichtige Dienste zur Orientierung leisten.

## Methodik
Bei der Vogelnavigation kamen in erster Linie zwei Methoden zum Einsatz:

### Beobachtung freilebender Vögel
Viele frühe seefahrende Zivilisationen verfügten über ausgeprägte Kenntnisse der Natur. Sie konnten das Vorkommen von Vogelarten und das Verhalten der Vögel deuten und daraus Rückschlüsse auf die Nähe von Küsten ziehen. Vogelarten, die an Land übernachten und gegen Abend zu ihren Niststätten zurückkehren, wiesen den Seeleuten die Richtung zur Küste. Da unterschiedliche Vogelarten einen unterschiedlichen Radius rund um ihre Niststätten haben, konnten die Seeleute z. T. sogar ihre Entfernung vom Land anhand des Vorkommens der jeweiligen Arten bestimmen. Von Sturmtauchern beispielsweise ist bekannt, dass sie sich während der Brutzeit nicht weiter als 50 bis 80 km vom Land entfernen und zum Sonnenuntergang wieder zurück sind. Seeschwalben und Tölpel waren ebenfalls beliebte Beobachtungsobjekte. Grundsätzlich waren gute Kenntnisse der verschiedenen Arten erforderlich, denn naheliegenderweise kommen für diese Beobachtung nur Spezies in Betracht, die die Nacht an Land verbringen, keine solchen, die außerhalb der Brutzeit ihr gesamtes Leben auf offener See verbringen.
Während der morgendlichen Abflug vom Land und die abendlichen Rückkehr die häufigste Art der Orientierung für die Seefahrer war, lieferten detailliertere Kenntnisse des Verhaltens bestimmter Arten weitere Rückschlüsse: Hatte ein Vogel beispielsweise einen Fisch im Schnabel, so konnte dies auch morgens schon bedeuten, dass er das Land anflog, um seine Jungen zu füttern. Von einigen Arten wussten die Seeleute, dass sie von hohen Sitzwarten an Land aus das Meer beobachteten und jedes Objekt auf dem Meer – so auch ein Schiff – neugierig ansteuerten, um anschließend dann wieder zum Land zurückzukehren.
Nicht nur die Art, sondern auch die Zahl der Vögel konnte den Seefahrern wichtige Informationen liefern. Kleinere Trupps oder einzelne Raubmöwen beispielsweise lassen sich auch auf offener See fern von jeder Küste beobachten, größere Trupps dagegen nur in Landnähe.
Auch bei der nächtlichen Navigation waren Kenntnisse über das Verhalten der Vögel hilfreich. Die wenigen Seevögel, die nachts auf Futtersuche über dem offenen Meer unterwegs sind, bewegen sich meist lautlos. Wenn also die Seefahrer nachts die Rufe zahlreicher Seevögel hörten, konnten sie davon ausgehen, dass sie sich in der Nähe einer Vogelkolonie an der Küste befanden.
In Wüstenregionen wiesen Vögel auf die Nähe von Wasserstellen hin. Je nach Weltregion handelte es sich dabei um unterschiedliche Spezies – Finken beispielsweise in Australien, Stelzen und Lerchen in der Gobi.

### Mitnahme von Vögeln an Bord
Einige Kulturen entwickelten die Technik, aktiv Vögel mit an Bord zu nehmen, die sich beim Auffliegen in Richtung Land bewegten. Da ein hochfliegender Vogel über einen bedeutend weiteren Sichthorizont als der Steuermann auf einem Schiff verfügt, ist es ihnen möglich, Land schon aus weit größeren Distanzen zu erkennen als die Seeleute selbst dies gekonnt hätten. Hinzu kommt der Sehsinn, der bei vielen Vogelarten erheblich besser ausgeprägt ist als beim Menschen.
Es gibt allerdings in der Forschung auch Zweifel daran, ob zahme Vögel tatsächlich jemals zur Landfindung eingesetzt wurden oder nicht doch nur als Boten wie Brieftauben.

## Antike

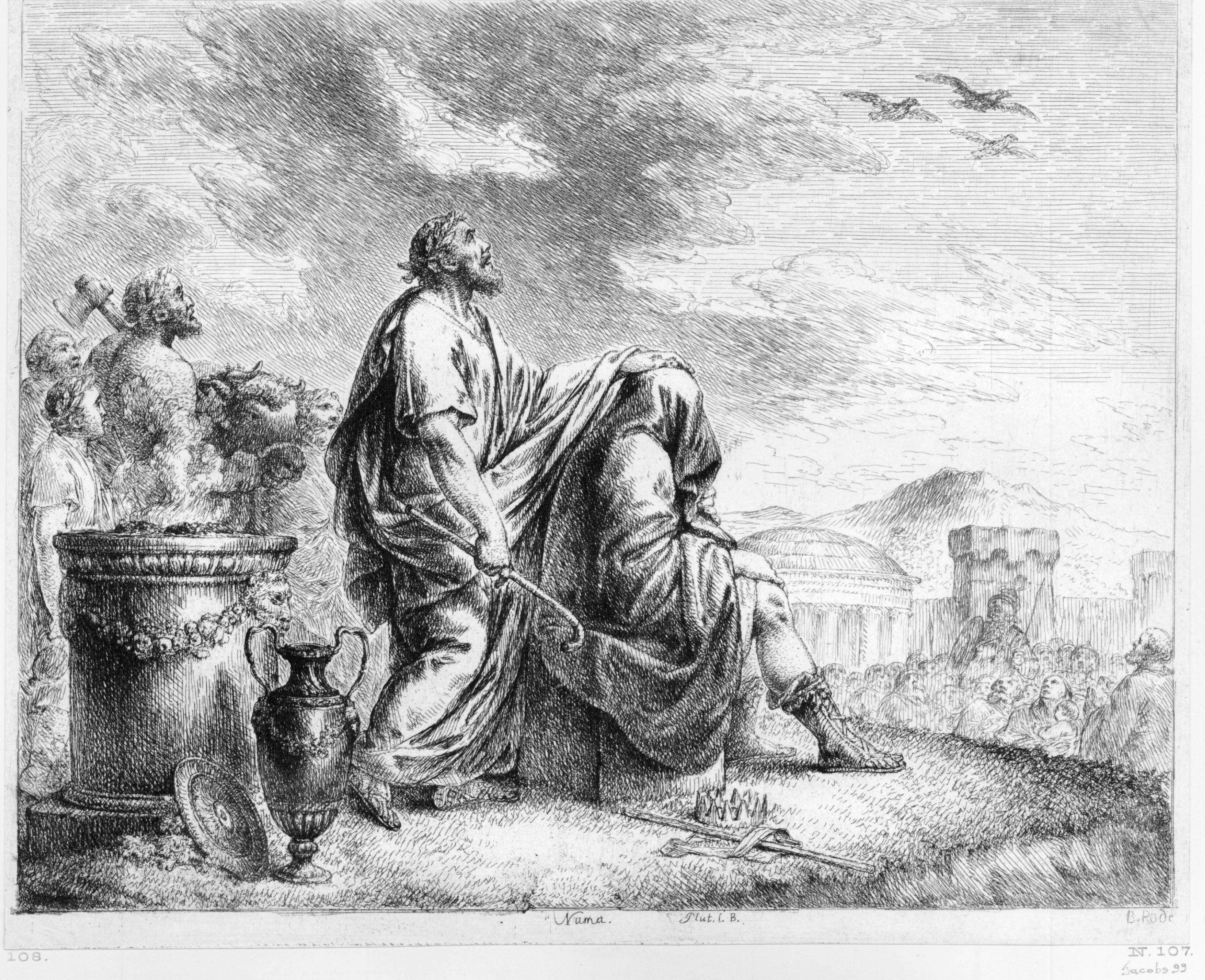
Ein Augur erklärt Numa Pompilius nach dem Orakel des Vogelfluges zum König, Radierung von Bernhard Rode

Bereits aus der Zeit Ciceros ist die Orientierung an Krähen, die auf dem Weg durch die arabische Wüste den rettenden Weg zu einem Gewässer anzeigten, bezeugt. Allerdings waren in dieser Zeit die Übergänge zwischen Naturbeobachtung und Orakelglauben fließend. Auguren meinten aus dem Vogelflug nicht einfach nur geografische Orientierung, sondern Orientierung für die Zukunft und den Willen der Götter zu erkennen.
Plinius berichtet im 1. Jahrhundert n. Chr. von Seefahrern aus Ceylon, die aufgrund ihres Mangels an astronomischen Kenntnissen zahme Vögel zur Landfindung mitgenommen haben sollen.
Auf Santorin fand man Reliefs, auf denen Schiffe abgebildet sind, die sich von Vögeln den Weg zeigen lassen.

## Bibel und verwandte orientalische Erzählungen

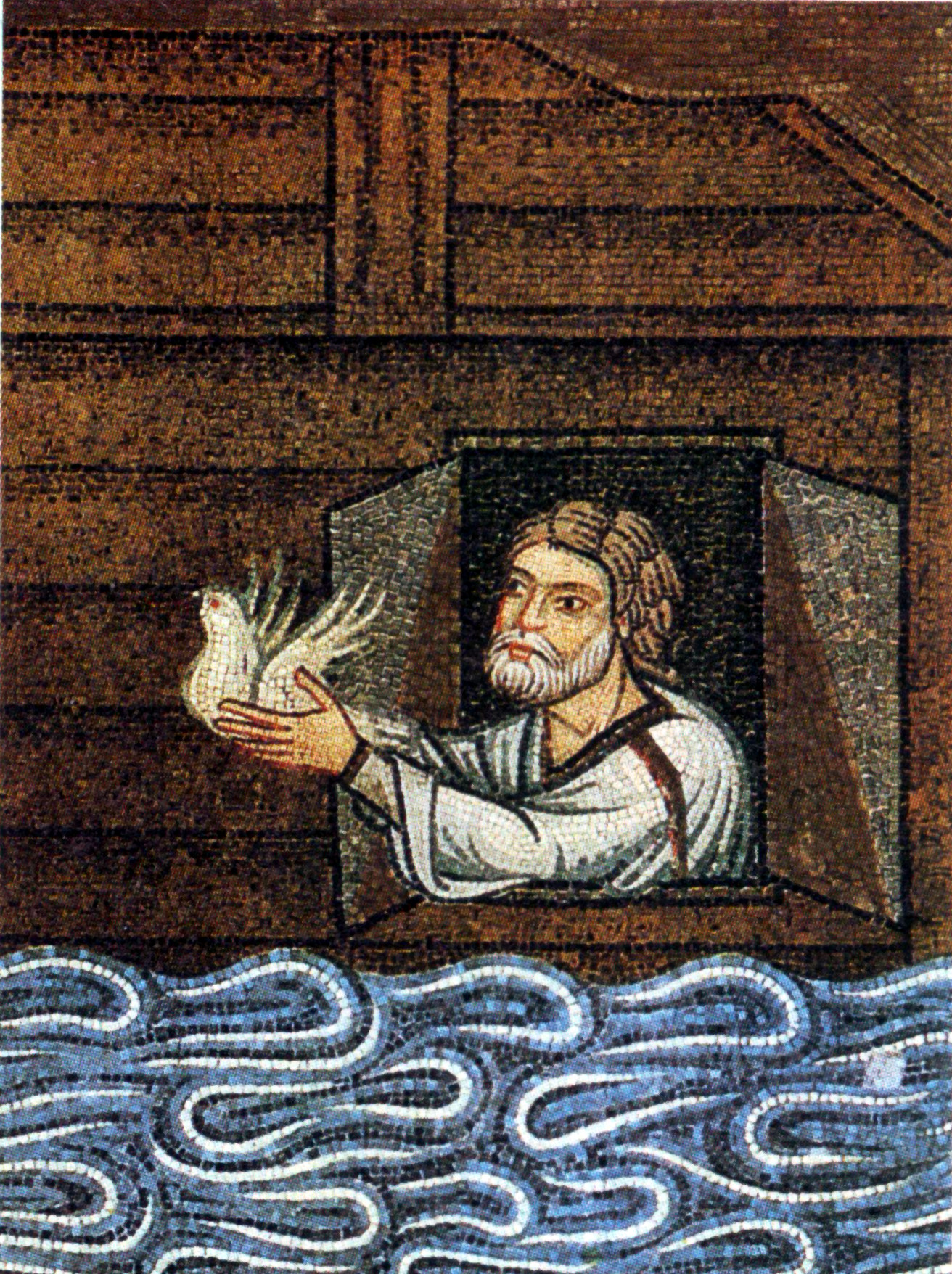
Noah lässt die Taube fliegen. Mosaik aus dem Markusdom, Venedig

Bereits im altorientalischen Sintflutbericht des Atraḫasis-Epos (1800 v. Chr.) wird die aufeinanderfolgende Aussendung dreier Vögel geschildert, einer Taube und einer Schwalbe, die jeweils zurückkehren, und schließlich die eines Raben, welcher nicht zurückkommt und so das Ende der Flut signalisiert.
In der biblischen Sintfluterzählung (1. Buch Mose 8,6) sendet Noah nach vierzig Tagen einen Raben aus, „der flog immer hin und her, bis die Wasser vertrockneten auf Erden“. Danach dreimal im Abstand von jeweils sieben Tagen eine Taube, deren erste und zweite zurückkehren, letztere mit einem Ölzweig als Zeichen für den Rückgang der Flut. Das schließliche Fernbleiben der dritten Taube wird als Zeichen für das Ende der Flut gesehen.
Im arabischen Sprachraum wird diese biblische Geschichte wie folgt erzählt: Der ausgesandte Rabe kam krank zurück, er hatte zu viel von den Leichen gefressen. Noah war darüber wütend und beschimpfte den Vogel. Als Strafe solle sein Schrei klingen, als erbreche er sich ständig – und das bis ans Ende der Welt. Enttäuscht vom Rabengeschlecht sandte Noah nun als Nächstes eine Taube aus. Sie führte ihre Aufgabe gewissenhafter aus – Tauben ernähren sich nicht von Aas.

## Nordeuropa
Um das Jahr 870 entdeckten Wikinger Island. Der Entdecker Flóki Vilgerðarson (auch Rabenflóki genannt) nutzte drei Raben zur Navigation, um die weit im Atlantik liegende Insel zu finden. Nach dem Landnámabók war er ein bedeutender Wikinger er fuhr aus, um Gardarshólm zu suchen und stach dort in See wo es Flókavardi (Ryvarden) heißt, an der Grenze zwischen Hordaland und Rogaland. Er segelte zuerst zu den Shetlands. Flóki nahm drei Raben mit sich auf See, und als er den ersten aufließ, flog der zum Steven zurück, der zweite flog in die Luft auf und dann zum Schiff zurück, der dritte aber strich vom Steven in die Richtung ab, in der sie später das Land fanden.
In den keltischen Sagen spielt der Bruder des Meeresgottes Manannan mac Lir, Bran, eine bedeutende Rolle. Da Bran Rabe bedeutet und auch in den Sagen die Verbindung zur See gegeben ist, könnte hier der Brauch, Raben als wegweisende Vögel zu benutzen, gefunden werden.
Irische Mönche könnten Gänseschwärmen gefolgt sein und auf diese Weise die Färöer-Inseln und Island entdeckt haben.
Im mittelalterlichen Seerecht trugen die Lotsen eine hohe Verantwortung, um die Schiffe sicher in den Hafen zu bringen. Um Gefahrstellen zu erkennen und sich zu orientieren, nutzten sie neben anderen Navigationsmethoden auch das Vorkommen von Vögeln.

## Indien
Hinduistische Texte des 5. Jahrhunderts v. Chr. kennen bereits die Methode, Vögel mit an Bord zu nehmen und sie dann freizulassen.
Der „Seekompass“ der alten Inder war eine Taube. In der Digha-Nikaya, in der Kevatta Sutta, heißt es: Einstmals, o Mönch, nahmen die seefahrenden Kaufleute einen landerspähenden Vogel mit und schifften dann in das große Meer hinaus. Sobald das Schiff kein Land mehr zur Rechten hatte, ließen sie den landspähenden Vogel abfliegen. Er aber flog gegen Osten und gegen Süden, er flog gegen Westen und gegen Norden, er flog aufwärts, er flog nach allen Richtungen. Wenn er endlich Land erblickte, dann eilte er dorthin. Wenn er dagegen nirgends Land erspähten konnte, dann flog er zu seinem Schiffe zurück.

## Polynesien

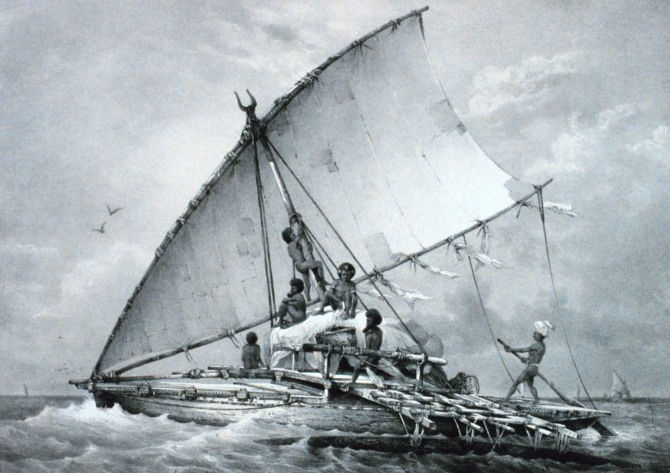
Pirogge der Einheimischen von Balahou, Insel Viti. Gezeichnet von Louis Le Breton. Aus Voyage au pole sud et dans l'Oceanie …..

Die Polynesier waren Meister der Navigation. Sie überquerten den Pazifik in Doppelkanus, segelten Tausende Kilometer über das offene Meer und orientierten sich dabei an den Zeichen der Natur. Die Kenntnis des Sternenhimmels, der Strömung, der Windrichtung, des Geruchs der Luft (des nahen Landes), der Wolkenformen und der Zugrichtungen der Vögel halfen ihnen, den Kurs zu halten. Anhand der Vogelarten, die zu sehen waren, konnten sie ihre Entfernung zum Land bestimmen.
Die Beobachtung des Vogelzugs könnte sie überhaupt erst zu einigen ihrer Seereisen motiviert haben, da sich aus der regelmäßigen jährlichen Zugbewegung der Vögel der Rückschluss nahelegt, dass es in deren Flugrichtung Land geben muss.
Auch dressierten sie Vögel, um ihnen den Weg zur Küste zu weisen oder wieder zum Schiff zurückzukehren, wenn das Land noch zu weit weg war. Hierzu wurden häufig Fregattvögel genutzt, da diese äußerst ungerne auf dem Wasser landen und daher zuverlässig wieder zum Schiff zurückkehren, wenn kein Land in Sicht ist.
Von den Maori ist ebenfalls überliefert, dass sie auf ihren Reisen von Tahiti nach Neuseeland zahme Vögel freiließen, um ihnen Richtung Land folgen zu können.

## Entdeckung Amerikas
Vögel spielten auch bei der Entdeckung Amerikas eine Rolle. Christoph Kolumbus nutzte die Sichtungen von Vögeln, um das Land zu finden. Dabei handelte es sich möglicherweise um Schwärme von Prärie-Goldregenpfeifern oder von Eskimobrachvögeln. In seinem Logbuch ist am 8. Oktober 1492 verzeichnet: man sah viele Landvögel, und sie fingen einen von denen, die nach Südwesten flohen, es waren Tölpel, Enten und ein Pelikan. 11. Oktober: Sie sahen Sturmschwalben und eine frische grüne Binse, die nahe am Schiff vorübertrieb.
Selbst noch in der Zeit der großen europäischen Entdeckungen gab es Beispiele für eine Vogelnavigation: Pedro Fernández de Quirós (1555–1614) gab seinen Seefahrtskollegen folgende Ratschläge: Wenn man Scharen von Seevögeln begegnet, z. B. Tölpeln und Sturmvögeln, sollte man die Richtung beobachten, in welche sie fliegen und woher sie am Morgen kommen. Wenn sie sich zeitig sammeln und spät zurückkehren, fliegen sie eine große Strecke. Wenn sie sich überhaupt nicht sammeln, in der Nacht lärmen und zur Dämmerung noch nicht zu sehen sind, dann ist entweder das Land sehr nahe, oder die Vögel haben auf dem Meer geschlafen. Dabei ist zu beachten, dass diese Vögel fast immer Inselchen oder Felsenklippen aufsuchen, weil sie dann näher an den Fischgründen sind. Für den Seemann lautet die Schlussfolgerung, wachsam sein, denn eine geringe Wassertiefe, bedingt durch Sandbänke oder Korallenriffe, ist damit auch angezeigt. Wenn die Vögel, die man beobachtet, beispielsweise Enten, Wildgans, Möwe, Seeschwalben oder Flamingos sind, so ist nicht soviel Wachsamkeit nötig, weil diese Tiere auch weitab vom Land anzutreffen sind. Wenn die genannten Vögel gemeinsam fliegen, dann lässt sich allerdings auf nahes Land schließen. Diese Erfahrungswerte wurden noch bis 1921 an den Seefahrtschulen vermittelt.